# Wulfégonde
Wulfégonde, également orthographiée  Vulfégonde (en latin : Wulfegundis, Vulfegundis, Vulfigondis), est une reine des Francs du VIIe siècle. La Chronique de Frédégaire la présente comme une des trois épouses du roi Dagobert Ier. 

## Biographie
On ne sait rien d'elle, étant seulement citée par la Chronique de Frédégaire : .
L'historien allemand Karl August Eckhardt (de) suggère de voir en elle une sœur de Wulfoald, maire du palais d'Austrasie (fl. 662-676), père d'une autre Wulfégonde, et apparentée à un autre maire du palais, Grimoald (fl. 640-657), père d'une Vulfetrude,. 